# Pundungan
Pundungan is een bestuurslaag in het regentschap Klaten van de provincie Midden-Java, Indonesië. Pundungan telt 1357 inwoners (volkstelling 2010).